# Biserica de lemn „Sfântul Arhanghel Mihail” din Dondușeni
Biserica de lemn „Sf. Arhanghel Mihail” este o biserică amplasată în Dondușeni, raionul Dondușeni, Republica Moldova. Este un monument arhitectural de importanță națională inclus în Registrul monumentelor Republicii Moldova ocrotite de stat cu nr. 394 (raionul Dondușeni). Datează din 1866.